# أنابل أوتشوا
أنابل أوتشوا (بالإسبانية: Anabel Ochoa)‏ هي عالمة جنس ‏ وعالمة نفس إسبانية ومكسيكية، ولدت في 14 ديسمبر 1955 في بلباو في إسبانيا، وتوفيت في 19 نوفمبر 2008 في مدينة مكسيكو في المكسيك بسبب نزف مخي.